# Seleção Húngara de Handebol Feminino
A Seleção húngara de handebol feminino é uma equipe europeia composta pelas melhores jogadoras de handebol da Hungria. A equipe é mantida pela Federação Húngara de Handebol.

## Títulos
- Campeonato Mundial (1): 1965
- Campeonato Europeu (1): 2000